# Boris Sergejewitsch Selizki
Boris Sergejewitsch Selizki (russisch Борис Сергеевич Селицкий, wiss. Transliteration Boris Sergeevič Selickij; * 22. September 1938 in Leningrad) ist ein ehemaliger sowjetischer Gewichtheber.

## Werdegang
Nach dem Rücktritt von Rudolf Plukfelder, dem mehrfachen Weltmeister und Olympiasieger von 1964 kämpften in den Jahren ab 1965 in der Sowjetunion mehrere, fast gleichwertige Athleten, um dessen Nachfolge. Einer von ihnen war der für "Lokomotive" Leningrad startende Boris Selizki. 1966 trat er als 5. der sowjetischen Meisterschaft im Mittelgewicht erstmals in den Blickpunkt der Öffentlichkeit. 1967 wurde er dann schon sowjetischer Meister im Leichtschwergewicht, es sollte sein einziger sowjetischer Meistertitel bleiben. 1968 war sein großes Jahr. Er wurde zuerst in Leningrad Europameister und dann in Mexiko-Stadt Olympiasieger im Leichtschwergewicht (damals bis 82,5 kg Körpergewicht). Seine starken Konkurrenten im eigenen Lande – Wladimir Beljajew, Gennadi Iwantschenko, David Rigert, Grigori Kochniew, Boris Pawlow und Waleri Schari – sorgten in den nächsten Jahren dafür, dass Boris Selizki keine weiteren Titel mehr gewinnen konnte.

### Internationale Erfolge/Mehrkampf
(OS = Olympische Spiele, WM = Weltmeisterschaft, EM = Europameisterschaft, Ls = Leichtschwergewicht, Ms = Mittelschwergewicht)
- 1968, 1. Platz, EM in Leningrad, Ls, mit 472,5 kg, vor Norbert Ozimek, Polen, 470 kg und Karl Arnold, DDR, 465 kg;
- 1968, Goldmedaille, OS in Mexiko-Stadt, Ls, mit 485 kg, vor Wladimir Beljajew, UdSSR, 485 kg und Ozimek, 472,5 kg;
- 1969, 3. Platz, Großer Preis der UdSSR in Kiew, Ls, mit 462,5 kg, hinter Beljajew, 480 kg und Ozimek, 470 kg;
- 1969, 2. Platz, Baltic Cup in Zinnowitz, Ls, mit 477,5 kg, hinter Waleri Schari, UdSSR, 480 kg und vor Pietruszek, Polen, 442,5 kg;
- 1969, 3. Platz (2. Platz), WM + EM in Warschau, Ls, mit 482,5 kg, hinter Masushi Ōuchi, Japan, 487,5 kg und Károly Bakos, Ungarn, 487,5 kg;
- 1970, 1. Platz, Großer Preis der UdSSR in Minsk, Ls, mit 477,5 kg, vor Ōuchi, 470 kg;
- 1970, 1. Platz, Turnier in Dnepropetrowsk, Ls, mit 492,5 kg, vor Schari, 487,5 kg und Pipiridi, UdSSR, 472,5 kg;
- 1973, 2. Platz, Turnier in Sotschi, Ms, mit 340 kg (Zweikampf), hinter Alexander Kidjajew, UdSSR, 352,5 kg und vor Tarkil, UdSSR, 340 kg.

### Medaillen Einzeldisziplinen
(werden seit 1969 vergeben)
- WM-Bronzemedaillen: 1969, Drücken, Ls - 1969, Stoßen, Ls.
- EM-Silbermedaille: 1969, Drücken, Ls,
- EM-Bronzemedaille: 1969, Stoßen, Ls.

### UdSSR-Meisterschaften
- 1966, 5. Platz, Mi, mit 415 kg, Sieger: Wiktor Kurenzow, 435 kg vor Kozlow, 435 kg;
- 1967, 1. Platz, Ls, mit 462,5 kg, vor Grigori Kochniew, 457,5 kg und Nikolai Choroschajew, 455 kg;
- 1968, 2. Platz, Ls, mit 470 kg, hinter Kochniew, 470 kg und vor Wladimir Beljajew, 460 kg;
- 1970, 3. Platz, Ls, mit 482,5 kg, hinter Gennadi Iwantschenko, 500 kg und David Rigert, 495 kg;
- 1971, 2. Platz, Ls, mit 495 kg, hinter Iwantschenko, 500 kg und Boris Pawlow, 490 kg;
- 1972, 5. Platz, Ls, mit 487,5 kg, Sieger: Boris Pawlow, 515 kg vor Iwantschenko, 510 kg;
- 1973, 6. Platz, Ms, mit 347,5 kg, Sieger: Rigert, 375 kg vor Wassili Kolotow, 365 kg.

### Weltrekorde
- 487,5 kg, olympischer Dreikampf, 1968 in Alma-Ata,
- 190,5 kg, Stoßen, 1969 in Teheran.